# Grays
Koordinaten: 51° 28′ N, 0° 19′ O
Grays ist die größte Stadt in der ostenglischen Gebietskörperschaft (Unitary Authority) von Thurrock in Essex. Sie liegt östlich von London am Nordufer der Themse und hat rund 73.000 Einwohner. Die Stadt war Sitz der bedeutenden Baronenfamilie der Greys, die den Beinamen von Codnor trugen und die seit 1299 dem englischen Adelsstand gehörten.
Hauptverkehrsader in der Stadt ist die London Road, die Grays mit dem Lakeside Shopping Centre und mit Purfleet verbindet. Die Stadt liegt am Londoner Autobahnring M25, die westlich der Stadt die Themse in einem Tunnel unterquert. Außerdem ist Grays über die A13 und über eine Eisenbahnlinie mit London verbunden.
Grays ist Heimat des Fußballclubs Grays Athletic. Die Stadt ist außerdem bekannt für das Fat Surfer, an dem jeden Freitag Musikveranstaltungen aufgeführt werden. Sehenswürdigkeiten sind das Thameside Theatre und das Thurrock History Museum.
Am 23. Oktober 2019 wurden in Grays die Leichen von 31 Männern und acht Frauen aus Vietnam in einem in Bulgarien angemeldeten Kühllastwagen gefunden. Es wird vermutet, dass sie Opfer von Menschenhandel und Menschenschmuggel nach Großbritannien waren. Der Fahrer des Lkw wurde verhaftet und bekannte sich vor Gericht in London Anfang April 2020 der fahrlässigen Tötung schuldig. Am 26. Mai 2020 wurden in Frankreich und Belgien 26 weitere Verdächtige, überwiegend Vietnamesen, festgenommen.

## Persönlichkeiten
- Ronald Baird (1908–1989), Fußballspieler
- Russell Brand (* 1975), Komiker, Moderator, Sänger und Schauspieler
- Phil Davis (* 1953), Schauspieler
- Michelle Harrison (* 1979), Jugendschriftstellerin
- Michael Rowland OFM (1929–2012), Franziskaner, römisch-katholischer Bischof von Dundee in Südafrika